# Distretto di Nyagatare
Il distretto di Nyagatare è un distretto (akarere) del Ruanda, parte della Provincia Orientale, con capoluogo Nyagatare.
Il distretto si compone di 14 settori (imirenge):
- Gatunda
- Karama
- Karangazi
- Katabagemu
- Kiyombe
- Matimba
- Mimuri
- Mukama
- Musheri
- Nyagatare
- Rukomo
- Rwempasha
- Rwimiyaga
- Tabagwe